# Monda immunda
Monda immunda är en fjärilsart som beskrevs av James John Joicey och Talbot 1924. Monda immunda ingår i släktet Monda och familjen säckspinnare. Inga underarter finns listade i Catalogue of Life.